# Rudolf Lipschitz
Pour les articles homonymes, voir Lipschitz.
Rudolf Otto Sigismund Lipschitz (1832-1903) est un mathématicien allemand.

## Carrière universitaire
Il étudia à l’université de Königsberg (1847-1849) où il devient membre du Corps Littuania, puis à l’Université de Berlin où il suivit les cours de Gustav Dirichlet et d’Ohm, soutenant sa thèse de doctorat en 1853. D’abord privat-docent de l’université de Berlin (1857), il fut recruté comme professeur surnuméraire de l’université de Breslau en 1862, avant de devenir professeur titulaire de l’université de Bonn en 1864, où il passera le reste de sa carrière. Il y supervise les premiers travaux de Felix Klein.

## Œuvre scientifique
Lipschitz a laissé son nom aux applications dont les variations sont contrôlées linéairement par celles de la variable (application lipschitzienne). En réalité, son travail s'étend sur des domaines aussi variés que la théorie des nombres, l'étude des algèbres involutives, l'analyse, la géométrie différentielle et la mécanique classique, en particulier la résolution des équations du mouvement dans le formalisme d'Hamilton-Jacobi. Son travail sur les équations différentielles vient préciser les résultats obtenus par Cauchy. Lipschitz a en outre donné un critère de convergence des développements en série de Fourier.

### Ouvrages
- Determinatio status magnetici viribus inducentibus commoti in ellipsoide. Thèse de doctorat de l'université de Berlin (1853)
- Wissenschaft und Staat. Bonn (1874)
- Bedeutung der theoretischen Mechanik. Berlin (1876)
- Lehrbuch der Analysis. 2 vol. Bonn (vol. 1: 1877 réimpr. en 2006 ; vol. 2: 1880)
- Untersuchungen über die Summen von Quadraten, Bonn (1886).